# NAUI
NAUI («National Association of Underwater Instructors» — Национальная ассоциация подводных инструкторов) — расположенная в США организация по подготовке дайверов, занимающаяся продвижением безопасности подводного плавания через образование.
Основана Альбертом Тилманон и Нейлом Хессом в 1959 году. В августе 1960 года был проведён первый курс обучения инструкторов, в котором приняло участие 72 кандидата. В октябре 1961 года признана как некоммерческая образовательная организация штата Калифорния.

## NAUI Курсы рекреационного дайвинга
- Junior Skindiver
- Junior SCUBA Diver
- Junior Advanced SCUBA Diver
- Skindiver
- SCUBA Diver
- Experienced SCUBA Diver
- Advanced SCUBA Diver
- Master SCUBA Diver

## NAUI Курсы по специальностям
- Deep Diver
- Dry Suit Diver (Сухой костюм)
- Enriched Air Nitrox (EAN) Diver (Найтрокс)
- SCUBA Rescue Diver (Дайвер спасатель)
- Search and Recovery Diver (Подводный поиск)
- Training Assistant
- Underwater Archaeologist
- Underwater Ecologist
- Underwater Environment
- Underwater Photographer
- Underwater Hunter and Collector
- Wreck Diver (External Survey)

## NAUI Профессиональные курсы
- Assistant Instructor
- Skin Diving Instructor
- Divemaster
- Instructor
- Instructor Trainer
- Course Director

## NAUI Технические курсы
- Cave Diver (Levels I, II, and III)
- Cavern Diver
- CCR Mixed Gas Diver
- Closed Circuit Rebreather Diver
- Decompression Technique
- Heliair Diver
- Helitrox Diver
- Ice Diver
- Introduction to Technical Diving
- Mixed Gas Blender and O2 Service Technician
- Semi-closed Rebreather Diver
- Technical Nitrox Diver
- Technical Support Leader
- Technical Wreck Penetration Diver
- Tri-Mix Diver (Levels I & II)
- Wreck Penetration Diver